# Saintongeais
Pour l’article homonyme, voir Saintongeais (habitants).
Le saintongeais est un dialecte de la langue poitevine-saintongeaise, langue romane qui fait partie de la famille des langues d’oïl, qui comprend également le français.
Le saintongeais (saintonjhais) est la langue vernaculaire parlée dans les anciennes provinces d'Aunis, Saintonge et Angoumois. On l’appelle aussi le charentais ou encore le patois charentais. Les locuteurs sont dits patoisants.
Associé au poitevin au sein du poitevin-saintongeais, le saintongeais a été énuméré dans la liste des langues de France de la DGLFLF distinctement du poitevin entre 2007 et 2010. Depuis, il figure comme variété linguistique sous le libellé suivant : « poitevin-saintongeais, dans ses deux variétés : poitevin et saintongeais ».
Le saintongeais a fortement influencé l’acadien et en conséquence, par « ricochet », le cadien ; quant au québécois, il a été influencé par des langues telles que le normand, le francien et le poitevin.

## Répartition géographique

Aire linguistique du Saintongeais

L’aire du saintongeais couvre la quasi-totalité du département de la Charente-Maritime (sauf l'extrême nord : île de Ré,, nord de l'Aunis, région de Surgères et pointe de Saintonge montant vers Frontenay-Rohan-Rohan, régions de Loulay et d'Aulnay,), l'ouest et le centre du département de la Charente (sauf le nord-ouest : Ruffécois, et bordure d'oïl du Confolentais : Le Bouchage et Pleuville en partie), le nord du département de la Gironde avec son Pays Gabay (comprenant la totalité des anciens cantons de Saint-Ciers-sur-Gironde, Blaye, Saint-Savin et Guîtres, la quasi-totalité de l’ancien canton de Coutras, la moitié nord de l’ancien canton de Lussac et l’extrémité nord des anciens cantons de Bourg, Saint-André-de-Cubzac, Fronsac et Libourne) et ses enclaves saintongeaises de la petite Gavacherie autour de Monségur dans l'Entre-deux-Mers(débordant sur le Lot-et-Garonne) et autrefois du Verdon, et enfin l'extrême Ouest de la Dordogne aux alentours de La Roche-Chalais,.

## Classification

Les langues d'oïl selon Henriette Walter (1988).

Les langues d'oïl selon Marie-Rose Simoni-Aurembou (2003).

Depuis 1831, et même dès 1640, le saintongeais est associé au poitevin au sein d'une même langue poitevine-saintongeaise, association confirmée par les publications d'universitaires des universités de Liverpool, Angers, Poitiers,, 
Lyon, Nantes, Clermont-Ferrand , et Caen , ou de l'Institut national de la langue française de Nancy.
En amont de ces travaux d'universitaires (dont deux émanent de Charentais,, deux de Vendéens, et deux de Haut-Poitevins),, parmi les premiers à grouper parler poitevin et saintongeais en une même langue, on trouve surtout des érudits saintongeais tant de Charente-Maritime que de Charente.
Depuis 1905  on donne le nom de poitevin-saintongeais à ce groupement du poitevin et du saintongeais. Auparavant on donnait (dans la littérature spécialisée) le nom de « poitevin » (au sens large) à ce groupement du poitevin et du saintongeais,,,.

### Analyse lexicale
En 1926 le linguiste charentais Adolphe-Louis Terracher, né à Vindelle en Charente, université de Liverpool puis Strasbourg, auteur d'une thèse sur Les aires morphologiques dans les parlers populaires du Nord-Ouest de l'Angoumois, caractérise l'ensemble linguistique poitevin et saintongeais en ces termes : « Il suffit de parcourir les cent premières cartes de l’Atlas linguistique de la France de MM. Gilliéron et Edmont pour s’apercevoir que les parlers du Centre-Ouest (Poitou, Aunis, Saintonge et Angoumois) gardent, aujourd’hui encore et à les prendre d’ensemble, une indéniable originalité. Comme toutes les originalités, elle s’affirme dans ce qu’ils ont en propre, dans ce qui ne se retrouve normalement ni au nord de la Loire (Touraine et Anjou), ni aux lisières occidentales du Massif Central (Limousin et Périgord), ni au sud de la Gironde et de la Dordogne (Gascogne), à savoir : des termes spéciaux (tels que brelière, anse de panier, ou borde, arête de poisson), des déplacements très particuliers d’accent (par exemple, dans les troisièmes personnes du pluriel des verbes : i devant, ils doivent ; il avant, ils ont), etc. Mais cette originalité est faite encore – et pour une part tout aussi importante sans doute – de l’accord qu’offrent alternativement ces parlers, soit avec ceux de l’ouest de la langue d’oïl (de la Manche à la Gironde règne le type j’allons, nous allons, tandis que le Limousin emploie n’ ou nous comme pronom sujet des premières personnes du pluriel, que le Midi n’exprime pas ; aller, avoine… s’y opposent à ana, civada… du sud et de l’est), - soit avec ceux de la langue d’oc (des Pyrénées à la Loire abeille contraste avec l’avette tourangeau et angevin et la mouche à miel du Berry et de l’Orléanais ; fisson, aiguillon de guêpe, vergne, aune, se disent aussi en Limousin et au Midi, mais ne dépassent guère la Loire au nord ; cf. encore les types français aile, tel, brebis… qui sont, dans les pays d’ « au-delà Loire », ale, tau, oueille…) ».

### Analyse phonétique
En 1960 le linguiste Jacques Pignon, né à Latillé dans la Vienne, (université de Poitiers puis Sorbonne), dans sa thèse : L'évolution phonétique des parlers du Poitou (Vienne et Deux-Sèvres)  dit dans sa conclusion « Il est évident que l’évolution phonétique des parlers poitevins et celle des parlers saintongeais est à peu près parallèle. Ils constituent, à l’ouest du domaine gallo-roman, une aire originale où se rencontrent, d’une part, traits d’oc et traits d’oïl, de l’autre quelques développements particuliers, inconnus dans les provinces limitrophes situées au Nord et au Sud» expliquant avoir trouvé :
- 16 traits absents du français mais communs au poitevin et aux parlers du nord-ouest (Touraine, Anjou, Maine, Haute-Bretagne et parfois Basse-Normandie) dont 5  communs avec le saintongeais et 5 l'étaient autrefois,
- 2 traits absents du français moderne (présents autrefois en français) mais communs au poitevin et aux parlers du nord-ouest, les 2 étant communs aussi avec le saintongeais,
- 7 traits absents du français et des parlers du nord-ouest, mais particuliers au poitevin, tous les 7 communs avec le saintongeais,
- 16 traits absents du français et des parlers du nord-ouest, mais communs au poitevin et à l'occitan, tous les 16 communs avec le saintongeais.

### Analyse dialectométrique
En 2003, le linguiste Hans Goebl, de l'université de Salzbourg, publie son analyse dialectométrique de 1421 cartes de l'Atlas linguistique de la France. Au niveau de l'analyse supra-dialectale (carte 20) il montre que le domaine d'oïl se divise en plusieurs groupes : picard-wallon, lorrain-franc-comtois-bourguignon-morvandiau... et poitevin-saintongeais. À un niveau plus fin, celui de l'analyse dialectale (carte 22), les groupes se scindent : picard d'un côté et wallon de l'autre, bourguigon-morvandiau séparé du franc-comtois et du lorrain... mais le poitevin-saintongeais reste un bloc, constituant une unité dialectale de même niveau que le picard, le champenois, le lorrain, le franc-comtois ou le bourguigon-morvandiau... À ce niveau d'analyse le groupe normand-gallo-angevin n'est toujours pas scindé mais le serait à un niveau plus fin encore (carte 21)... où le poitevin-saintongeais reste là encore un bloc.

### Limite nord et limite interne
En 2010, Éric Nowak, synthétisant les données disponibles dans les Atlas dont celui du CNRS et les divers monographies et travaux universitaires, met en évidence l'existence :
- d'un faisceau de 10 limites morphologiques et phonétiques, constituant la limite nord du poitevin, et du poitevin-saintongeais, par rapport aux parlers du Nord-Ouest (angevin, etc.), passant par le Pays de Retz, Le Choletais, le Thouarsais, le Loudunais et le Châtelleraudais,
- d'un faisceau de 4 limites morphologiques et phonétique, donc plus réduit que le précédent (et relativisable sur le plan diachronique c'est-à-dire à nuancer plus on remonte dans le temps) constituant la limite interne entre poitevin et saintongeais, passant aux alentours de Rochefort, Saint-Jean-d'Angély et Saint-Amant-de-Boixe[3].

### Liste des langues de France
Cependant, entre janvier 2007 et janvier 2010, à la suite d’une campagne d’un collectif pour la défense de l’identité saintongeaise, le saintongeais apparaît en propre dans la liste des langues d’oïl de la Délégation générale à la langue française et aux langues de France (DGLFLF), au détriment du poitevin-saintongeais. Mais début 2010, le libellé « poitevin-saintongeais » réapparaît dans « ses deux variétés : poitevin et saintongeais ».
Ce regroupement a suscité des réactions hostiles d’un collectif pour la défense de l’identité saintongeaise,, mais la DGLFLF n’a pas revu sa position.

## Orthographe
L'écriture en saintongeais fait le plus souvent appel à autant d'orthographes qu'il y a d'auteurs, faute de norme graphique largement diffusée ou acceptée. Ces orthographes « patoisantes » se basent souvent sur les solutions orthographiques du français.
Pourtant, durant le dernier tiers du XXe siècle plusieurs normes graphiques (« orthographes ») ont été successivement et/ou concurremment élaborées pour le saintongeais, sans se limiter à une variété (toutes ces graphies normées ayant été conçues d'emblée pour être utilisées aussi bien pour le poitevin que le saintongeais) : graphie de Jacques Duguet (1971), graphie SEFCO première version (1978), graphie SEFCO seconde version (1992), graphie  Pierre Bonnaud (1982), graphie UPCP  phonétique dite « localisée » (1982), graphie UPCP diasystémique dite « normalisée» (1989). Voir les détails au chapitre Codification>Orthographe>Normes graphiques, de la page : poitevin-saintongeais.
La dernière de ces graphies, dite « normalisée», s'écartant beaucoup des habitudes du français, cristallise autour d'elle beaucoup d'opposition. Vulgarisée sous le nom d'« orthographe normalisée du poitevin-saintongeais » elle est parfois dans le grand public confondue avec la notion de « poitevin-saintongeais » qui n'a pourtant rien à voir (voir chapitre « Classification » ci-dessus).

## La culture de la langue saintongeaise

### XIIesiècle,XIIIesiècleetXIVesiècle
Textes littéraires : l'occitan avant le saintongeais :
- Le domaine actuellement linguistiquement saintongeais s'est éveillé à la littérature en occitan. Pour preuve les troubadours Rigaud de Barbezieux en Sud-Charente (fin du XIIe siècle), Renaud et Jaufré de Pons en Sud-Charente-Maritime (XIIIe siècle) et Jaufré Rudel de Blaye en actuel Pays gabaye - Gironde saintongeaise - (au XIIe siècle),

- On considère parfois, à tort, que les plus anciens témoignages d'écrits en saintongeais remontent au XIIIe siècle. Connus sous le nom de « Chroniques saintongeaises », ces écrits se divisent en « Turpin saintongeais » (dit aussi « Turpin interpolé » et « pseudo-Turpin » qui est une version saintongeaise de la Chronique du Pseudo-Turpin) et « Tote l'istoire de France ». Or, ces écrits, mêlés de français sous l'influence des copistes (proportion d'ancien français plus grande plus la copie est récente[39]) sont un témoignage de la langue vulgaire de la Saintonge de l'époque, c'est-à-dire un parler de type occitan[39], et non en saintongeais d'oïl tel que nous le connaissons[40],[41]. La confusion vient du fait que dans les études relatives à ces textes anciens on a utilisé le mot « saintongeais » pour désigner l'ancien parler occitan de la Saintonge, pourtant bien différent du saintongeais actuel. Le Guide du Pèlerin de Saint-Jacques-de-Compostelle, écrit au XIIe siècle, distingue bien l'ancien saintongeais comme la première langue romane en allant vers le sud[42].

Aucun autre écrit littéraire n'a été retrouvé jusqu'au XVIIIe siècle, ce qui rend les thèses linguistiques hasardeuses. Le peu d'écrits produits en langue vulgaire par les nobles ne peuvent prouver quoi que ce soi sur la langue parlée alors par le peuple.
Textes non littéraires : encore l'occitan mais déjà le saintongeais :
- Dans le sud-est de la Charente on trouve au XIIe siècle une charte rédigée en occitan, La Charte du Mas Verlaine (Barbezieux), mais dans l'ouest-nord-ouest des Charentes Le Coutumier d’Oléron (seconde moitié du XIIIe siècle  ou première moitié du XIVe siècle), et Le Terrier du grand fief d’Aulnis (milieu du XIIIe siècle) sont en langue d’oïl marquée de traits saintongeais (communs avec le poitevin)[40],[41].

### XVIIIesiècle
Un recueil anonyme composé de trente-neuf pièces en vers, dont dix-huit en patois saintongeais, a été attribué à Jacques Besse, qui fut curé d’Annepont, près de Taillebourg en Charente-Maritime, jusqu’à sa mort en 1771,. Il est publié en 1970 par Jacques Duguet.
Le journal Annonces et affiches des provinces de Saintonge et d’Angoumois est fondé en 1786 par François Bourguignon dit Bourignon, puis renommé Journal de Saintonge et d’Angoumois. Il publie parmi d’autres articles des écrits en patois. Les auteurs sont Jean Vanderquand, curé de Gémozac, François-Alexis de Meschinet, son neveu, l’abbé Alexandre de Meschinet enseignant au petit séminaire de Montlieu.
L'abbé Augustin Rainguet crée au petit séminaire de Montlieu une véritable école et une graphie très simple. Les bulles papales sont traduites en saintongeais, des spectacles en patois sont montés, des chansons sont écrites dont la plus célèbre est celle de d’Alexandre de Meschinet, la Chanson de Robineau et son fils visitant le petit séminaire de Montlieu.

### XIXesiècle
- Burgaud des Marets, (Jarnac 2 novembre 1806 – Paris 6 octobre 1873), écrit des pièces de théâtre dont la Maleisie, des fables en vers, et tous ses écrits sont empreints de malice saintongeaise.

Les dessins saintongeais de Barthélemy Gautier, (Pons, 15 novembre 1846 - ibid., 27 septembre 1893) marquent cette époque, une anthologie de ces dessins a été éditée en 1992.
- Jean Condat alias Jean Chapelot, (Vindelle 1824 – Bordeaux 1908), commence à publier en 1871 des histoires en saintongeais de l’Angoumois central, riche en particularismes du saintongeais oriental, réunis en deux tomes parus en 1876 et 1877 : Les Contes balzatois.
- Marc Marchadier alias Pierre Lagarenne, (Verteuil-sur-Charente 1830 – Cognac 1898), né en Ruffécois où l'on parle poitevin, s'initie au saintongeais des environs de Cognac[48] qu'il distingue de celui de Jarnac[49]. Ses écrits sont réunis et publiés par Alexis Favraud en 1903.
- Les revues humoristiques sont nombreuses dont Fariboles saintongheaises créée en 1878, le Rigolo créé en 1882, les Gens d’cheu nous, créé en 1895.
- Pierre Jônain (Gémozac 1799 - Royan 1884) écrit entre autres des pièces comiques et il est l’auteur du Dictionnaire du Patois saintongeais, imprimé à Royan, en 1879.
- Arthur Éveillé (Saintes 1835- Chermignac 1900) publie en 1887 un Glossaire saintongeais : étude sur la signification, l’origine et l’historique des mots et des noms usités dans les deux Charentes. Le sérieux de ce document en fera une des principales sources de Georges Musset pour son propre glossaire.
- Georges Musset (Thairé 1844-1928) historien dont les publications sur l'histoire locale sont nombreuses, linguiste, laisse un remarquable Glossaire des parlers et patois de l'Aunis et de la Saintonge.

### Du début duXXesiècleà nos jours

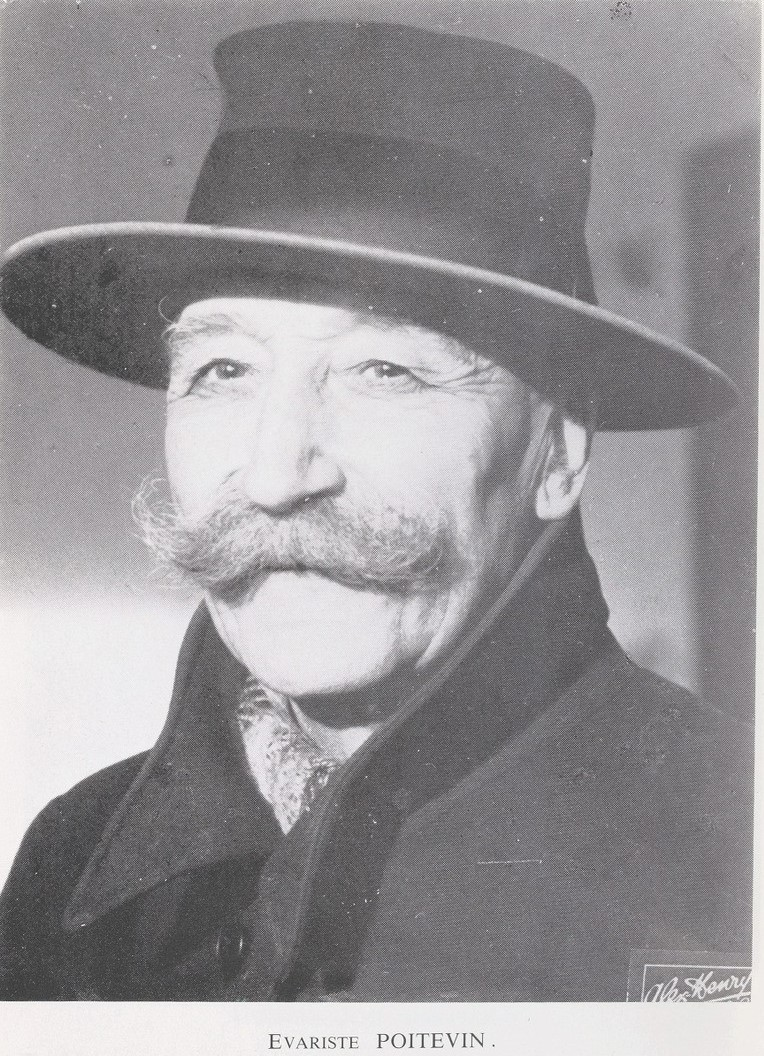
Portrait de Goulebenèze

La culture de la langue saintongeaise gagne un fort regain au XXe siècle, notamment par le lancement du journal le Subiet (sifflet en charentais) est fondé en 1901, à Matha, par Octave Daviaud. L'année qui suit, le docteur Athanase Jean monte sa pièce la Mérine à Nastasie, toujours jouée. Néanmoins le plus grand promoteur du parler charentais fut le barde saintongeais Goulebenéze, relayé par Odette Comandon, auteur de comédies et de contes, actrice et conteuse patoisante. L’Académie de Saintonge se crée en 1957. Raymond Doussinet publie en 1958 Le Patois savoureux de Saintonge, puis en 1963 le Paysan Saintongeais dans ses bots, suivi des  Travaux et Jeux en vieille Saintonge en 1967 et de La Grammaire saintongeaise en 1971.
Une association, la SEFCO (Société d'ethnologie et de folklore du centre-ouest), fait encore vivre la langue régionale à travers cette revue, Le Subiet, et Le Subiochon. La SEFCO publiera dans sa revue Aguiaine de nombreuses études sur le saintongeais, en particulier sous les plumes de  Pierre Bonnaud, Freddy Bossy et Jacques Duguet.
La revue Xaintonge, créée en 1997, est publiée deux fois par an. Ses articles sont soit en saintongeais, soit en français.
En 2010, elle publie la fin de son Grand lexique du Patois charentais avec plus 30 000 mots et expressions et près de 1 000 photos.
Aujourd'hui, le saintongeais est surtout parlé par les anciens et on l’entend encore sur les foires. Il est aussi utilisé par les jeunes générations comme signe de ralliement à la culture saintongeaise. On le trouve encore dans des spectacles, des revues, des émissions de radio. Certains mots issus du saintongeais sont encore utilisés dans la région. Des mots comme la since (serpillère) sont si répandus qu'ils peuvent être considérés à tort comme des mots de français.
Les spectacles restent très appréciés, que ce soit les compagnies théâtrales (Buzotiâs de Jhonzat, Soubrants de Saint-Simon de Pelouaille, Vestugheons de Chatignât, Durathieurs de Haute-Saintonge, Déjhouqués de l’île d’Oléron, les Branle-Mijhot...), les conteurs (le Grand Simounet, Peulouc, La Mounette des Chérentes, Nono Saut’ Palisse, Châgne dret, Céléstin Beurdassou, Francine Besson, Piqthiu, Pierre Péronneau, Charly Grenon, Albertine Pissedru, Nestor Biroulât (Jean Dumousseau) , Birolut, et bien d'autres encore...), les danseurs (Batégails de Saintonge, les Ballerits de Saintonge, Gars d'au Pays Bas) ou les rockeurs (Les Binuchards).
Le saintongeais est bien présent. Les écrits le concernant sont très nombreux.
La fin des années 2000 et le début des années 2010 voit la publication coup sur coup des œuvres en saintongeais de Gérard Sansey alias « Jheantit d’la Vargne » (2008), Jean-Pierre Coutanceau alias « Peûlouc » (2009), Ludovic Nadeau (2009), Bruno Rousse alias « Nono saute-Palisse » (2010), Georges Chapouthier (2010), Lucie Mémin (2011), Josette Guérin-Dubois (2011), Jacques-Edmont Machefert (2011), Charly Grenon (2011), Jean-Claude Lucazeau (2011), Pierre Perronneau (2011), Régis Courlit alias « Châgne Dret » (2012), et dHubert Rouger alias « Le jhavasson » (2013).
En 2013 deux équipes différentes font en sorte que Tintin parle saintongeais, les uns dans L'Ilâte nègue, la traduction de L'Île noire de Hergé, et les autres dans Les 7 Boules de cristàu, traduction de Les 7 Boules de cristal du même auteur. En 2015, c'est au tour du capitaine Haddock de se lancer dans les désaventures avec Charboun apiloté.

## Prononciation
- Les digrammes jh et gh (devant e et i) se prononcent en saintongeais avec une forte expiration[53], [ʔ] (coup de glotte ou occlusive glottale n'existant pas en français contemporain, mais existant notamment en arabe, la hamza   ء et dans une partie de l'Auvergne [54]; ce son existe d'ailleurs en tahitien et dans certaines variétés de l'anglais). Par exemple : « monjhète » se prononce [mɔ̃ʔet], « parlanjhe » se prononce [parlɑ̃ʔ], « jh'avons manghé dau ghigourit », nous avons mangé du gigouri.

- th note le son k mouillé, intermédiaire entre k et t [cjˀ] : exemple : thieu drôle.
- L'h au début d'un mot est toujours muette: tu devris bâzi d'honte, grand-t-haïssab', tu devrais mourir de honte, grand vaurien.
- Le groupe de sons « ien » est rendu par « eun » [œn] en saintongeais occidental et central; par exemple, « un cheun » pour « un chien », « un reun » pour « un rien ». En saintongeais oriental il est rendu par  « ein » qui est l'ancienne forme saintongeaise (et poitevine) d'avant sa dénasalisation en « eun ». Ce que nous confirme Doussinet : « À la fin du siècle dernier, le chien était le chein à Cognac[55]. » On retrouve encore  « chein » en saintongeais moderne oriental (centre Charente)[56] et en saintongeais moderne sud oriental (nord-est Gironde)[56],[57].
- [wa] peut correspondre à [e] : par exemple « droit » se dit dret.
- Le r est légèrement roulé [r].
- Le i est légèrement ouvert. Ex: « utile » se prononce [ytɪl].
- Chez bon nombre de locuteurs, le e ouvert [ɛ] n'existe pas. Il est remplacé par le e fermé [e] dans toutes les positions, mais seulement en syllabe ouverte. Ainsi « lait » se prononce [le], « paisible » devient [pezɪb]. Par contre le ê ou è (en syllabe fermée) est légèrement exagéré et diphtongué; ainsi « crème » se prononce [kraɛ̯m], « Marennes » se prononce [maraɛ̯n].

## Grammaire
- La tournure interrogative « est-ce que » + proposition assertive, majoritaire en français parlé, est pratiquement absente, au profit de l'inversion du sujet.

- La conjugaison de nombreux verbes au présent se fait par l'adjonction du suffixe [ã] (ant) au radical à toutes les personnes.

- La conjugaison de nombreux verbes au passé se fait en employant l'auxiliaire « avant » suivi du participe passé du verbe à toutes les personnes.

- La référence grammaticale reste La Grammaire saintongeaise de Raymond Doussinet (CF 1971 - Éditions Rupella)

## Quelques mots ou expressions toujours utilisés
- Abeurnoncio, Brenouncio, ou encore Brenoncio : pour marquer refus, répugnance, ou tout simplement pour rythmer la conversation; cette exclamation populaire est issue du latin liturgique « abrenuntio tibi, Satanas » (je renonce à toi, Satan)[58].
- Acabassé : meurtri, fatigué, épuisé physiquement ou moralement.
- Acacher : enfoncer en appuyant très fort (par exemple : acache su' quette pédale: appuie plus fort sur la pédale, ou acacher le bouchon d'une bouteille).
- Acertainer : affirmer
- Achaler : accabler de chaleur
- Achet : ver de terre (lombric)[56]; Burgaud des Marets a écrit des recueils de poésies restés célèbres : In p'tit pilot d'achet. Variantes : lachet localement en saintongeais méridional (sud Charente et sud-ouest Charente-Maritime)[56]; achet'  (avec t sonore) localement en saintongeais méridional (sud Charente, sud Charente-Maritime, nord Gironde)[56]. Synonymes: bouset'  (nord Libournais)[56], bouit'  (Oléron)[56] et bouic'  (presqu'île d'Arvert)[56].
- Ajasse ou ajhasse ou ageasse : pie (l'oiseau), ou femme jacassante.
- Affaire : truc
- Amuser ('s) : s'attarder, flâner; à rapprocher de muser.
- Après, être après : s'employer à un travail; être après tailler la vigne, ou faire la lessive, etc.; signifie également : être après quelqu'un, soit pour s'en venger, l'amener à la raison, ou encore être après ine fumelle (une femme, une fille) pour tenter de la séduire, la conquérir.
- Asteur ! : littéralement, À cette heure !, mais cette interjection a le sens que le locuteur veut. Comme le « tè » occitan. Asteur est un mot fondamental en charentais, et pourtant on le retrouve un peu partout en France, jusqu'en Belgique et au Canada même. Variante astour en saintongeais méridional (Barbezilien, Nord Libournais, Blayais)[59]. Variante « avour » localement en saintongeais septentrional[60],[61]. L'abbé gabaye Charles Urgel (1876-1947) explique tout à ce sujet, ce qu'il explique pour le gabache=gabaye valant ici pour tout le saintongeais : « Asteure transpire son origine moderne. Astoure est certainement plus antique, car les Gabaches disaient jadis oure pour heure. Les français modernes seuls disent heure. Néanmoins ces deux expressions [asteure et astoure], à des âges différents sont des emprunts ou chanfroisements. La marque en est dans la particule st (cette) insérée dans le corps du mot. Or cette n'est pas un mot gabache; le gabache dit thiele ou thiette. Ce sont donc des mots d'emprunt l'un et l'autre [asteure et astoure]. Le seul mot vrai, non suspect d'origine et qui paraît le plus puriste, le plus antique, c'est avoure[57]. »
- Arocher : arracher, enlever
- Baignassout : touriste qui ne fréquente que la côte.
- Baïne : trou d'eau ou flaque sur plage côte sableuse (mot d'origine gasconne).
- Balerit : faucon crécerelle. Employé aussi pour désigner l'épervier (l'oiseau).
- Barrer la porte : fermer à clé. Vient des anciennes fermetures fermées avec une barre intérieure.
- Battre : le temps des batteries, de battre « taper ». Donner manuellement ou mécaniquement des chocs pour extraire le grain de son enveloppe après la moisson (le battage).
- Beluger ou belujher : bouger, remuer sans cesse
- Benèze ou beun'aise : heureux, bien-aise, le fait de se sentir bien (déformation de « bonne aise »).
- Bespagne : maïs (déformation de blé d'Espagne ?).
- Beugner ou bugner : cogner
- Beurgot : le frelon
- Beurnocion ! : horreur ! (exclamatif)
- Beurouette : brouette
- Binloin : Saintongeais qui a quitté la région mais qui y reste toujours très attaché; vocable inventé à partir de surnoms de patoisants
- Bique : chèvre[56]. Synonymes chebre en saintongeais oriental (région d'Angoulême, est Barbezilien, localement en Cognaçais), et  chievre (localement en Cognaçais)[56].
- Boisillé : désigne le saintongeais de l'intérieur des terres, par opposition au cul salé[62].
- Bordasser : parler avec un débit abondant et rapide, qui rappelle le rythme d'un couvercle qui tremblote par-dessus de l'eau en ébullition (ex : « bordasser comme une lessiveuse »)
- Borde : une arête de poisson; mais également une modeste métairie, et borderie, une borde encore plus discrète
- Bordoirer ou beurdouérer : étaler, salir
- Bots : sabots
- Boueux : éboueurs
- Bouillard : pluie violente, abat d'eau
- Bouiner : faire, « boutiquer ». Qui qu'tu bouines ?  Qu'est-ce tu fais ? Qu'est-ce que tu « boutiques » ? S'adresse à quelqu'un de lent, qui traîne. Terme utilisé en gallo et en poitevin notamment.
- Bouite : synonyme de ver. Désigne les petits vers apparaissant pendant la décomposition.
- Bourre ou bourrier : (masc., poussière). Désigne plus particulièrement le tas de poussière lorsque l'on passe le balai.
- Buffer : souffler, respirer fort, venter (occitan bufar).
- Bughée : « Faire la bughée » : faire la lessive
- Cagouille : l'escargot Petit-Gris. Les charentais sont souvent appelés cagouillards. L'escargot est emblématique de la Charente. De plus, la supposée lenteur des charentais, telle celle de l'escargot, est proverbiale.
- Canet : canard
- Cassotte : récipient avec manche tubulaire pour servir de l'eau en la puisant dans un seau
- Chat-foin : fouine
- Chaline : se dit d'un temps orageux avec éclair de chaleur
- Chapia : chapeau, variante chapè en saintongeais sud oriental (nord-est Gironde)[57]
- Chéti ou chéty : du latin captivus, prisonnier de guerre, mais alors que le français chétif retient la misère physique, le charentais décrit par là le blagueur, la canaille, méchant, l'habile qui prend parfois des libertés avec la morale. D'où des formulations étonnantes comme te vla donc grand chéty
- Cheun : chien, variante Chein en saintongeais oriental (centre Charente)[56] et en saintongeais sud-oriental (nord-est Gironde)[56]
- Chocolatine : pain au chocolat, mot français (Sud-Ouest).
- Choper : attraper
- Coluche : canard, cane (coluchon : jeune canard)
- Contre-vent : contrevent (mot français), volet
- Cougnat, le cougnat : Cognac, le cognac
- Couniller : ne rien faire, tourner en rond, comme un lapin (occitan : conilh). Qu'est-ce que tu « counilles » ? S'adresse à quelqu'un qui traîne, qui hésite.
- Coutiâ, Coutâ : un couteau, variante coutè en saintongeais sud oriental (nord-est Gironde[57],[56] et sud Charente[56]) pouvant être diphtongué en coutèye en saintongeais sud oriental (nord-est Gironde)[56]
- Crocheter : accrocher
- Cul salé : terme de français régional désignant un habitant du littoral de la Saintonge (en référence aux marais salants)[62] ; en saintongeais, l'on parlera plus volontiers de Thiu salé
- Dâil : une faux (occitan dalha(f)/dalh(m))
- Débadigouler : dire, énoncer sans trop comprendre ce qu'on dit et/ou sans qu'on vous comprenne. « Débadigouler la grand messe » : dire la messe.
- Débaucher : quitter le travail le soir (et embaucher pour commencer le travail le matin)
- De même : de cette façon, comme ça, exemple: ça marchera bien de même; cela fonctionnera bien de cette façon
- Douner : donner
- Le drôle et la drôlesse : le fils et la fille (mot que l'on retrouve en occitan : dròlle signifiant « enfant » dans cette langue). Par extension, un drôle ou une drôlesse sera un garçon ou une fillette, en général.
- Ébouiller : écraser
- Éguiade[63], équiade [64], éclade, églade : préparation culinaire faite de moules rangées les unes contre les autres et cuites sous un feu, souvent d'aiguilles de pin.
- Éloise : éclair — « Coum ine éloise » (« comme un éclair ») est la devise des sapeurs-pompiers de la Charente-Maritime.
- Éloiser : (intraduisible car aussi bien éclairage par éclats qu'action rapide) O éloise, ça éloise : des éclairs déchirent le ciel, il y a de l'orage. Éloiser est également utilisé en Charente dans le domaine du football pour dire : dégager et pour un véhicule qui démarre trop rapidement.
- S'engouer : s'étrangler, avaler de travers
- Embaucher : aller travailler — « j'embauche à huit heures et je débauche à cinq heures ».
- Entrauper, s'entrauper : faire un faux mouvement qui fait perdre l'équilibre.
- Fi : fils
- Fillatre : le petit-fils
- Frairie : fête foraine
- Fréchin : odeur d'œuf (frais, mais trop longtemps exposé à l'air)
- Friquet : écumoire.
- Garouil :  maïs.
- Galer : une plante gale quand elle est envahissante comme la gale.
- Garrocher : jeter
- Gassouiller : jouer avec l'eau d'une bassine ou d'une flaque, éclabousser. On dit aussi sagouiller ou cassouiller (gassouille : flaque).
- Gavagner : gaspiller
- Faire godaille : faire chabrot, c'est-à-dire mettre du vin (blanc ou rouge) dans le reste de bouillon de soupe, variante godale en saintongeais méridional (nord-ouest Gironde) et en saintongeais sud-oriental (nord-est Gironde)[56]
- Goret : porc, cochon et gorette pour une truie (voir aussi une « treue »). L'emploi se doit d'être suivi de « sauf vout' raspect » sinon le mot est insultant.
- Goule : visage, bouche (une fine goule : un gourmet), également français régional dans plusieurs dialectes.
- Goûnasse : faible goût.
- Goûnassier ou gougnafier : mauvais cuisinier, plus largement personne sans intérêt, un goujat.
- Grâler : brûler, cramer, griller.
- Grignou : clochard, personne sale ou à l'hygiène douteuse. Être habillé en grignou : mettre de vieux vêtements usés, pour aller ramasser les cagouilles, par exemple.
- Grolle : corbeau (occitan graula)
- Guedé : rassasié
- Gueunasse : diarrhée, grippe, « une bonne crève »
- Guetter : surveiller que quelqu'un ne le prenne pas. « Tu me guettes mes affaires ? »
- Jhavasser : jacasser, d'où le surnom d'Odette Comandon
- jhe, jh'  : je et nous. Variante je, j'  en saintongeais sud-oriental (nord-est Gironde)[56]
- Jhau ou gheo : coq
- Jobrer : asperger, salir
- Jhouque : perchoir à volaille.
- Langrotte, angrotte : petit lézard gris familier, synonyme angroise en saintongeais oriental (centre Charente et sud Charente)[56]
- Loche : limace
- Mardoux et mardouze : merdeux et merdeuse
- Marienne : la sieste (« méridienne »)
- Mei : plus
- Moué, mé : moi[65]
- Migeot, mijheot ou mijhet : pain trempé dans du vin, sucré ou non, remplaçant la soupe l'été.
- Millâ : millas, gâteau style polenta à base de farine ou semoule de maïs (dans tout le Sud-Ouest)
- Mitan : milieu, ex. : « dans tieu mitan » = dans ce lieu, au milieu de cet endroit
- Mongettes, monjhettes[66] ou mogettes : (également en Vendée et dans tout le Sud-Ouest), parfois prononcé « moyette » : haricot blanc de type lingot ou soisson (« mogette piate », plate). Mogette en aiguille : haricot vert ou beurre. De l'occitan « mongeta » (haricot).
- Monia : moineau
- Mouiller : pleuvoir
- Nâtre : teigneux, méchant. Prononcer à peine le r. (Nâtreté = méchanceté sournoise)
- Nègue : noir, ex: bolet tête de nègue
- Neu : nuit
- Nigher : inonder, noyer
- Nijhau : œuf factice destiné aux poules pondeuses
- O (devant consonne), ol (devant voyelle) : (pronom personnel sujet neutre)[65] signifiant : ça, c': ex: o pue = ça pue, ol'est = c'est; et signifiant il (neutre) devant les verbes impersonnels)[65] : ex: o mouille = il pleut. Variante ou, oul : ex : oul'est = c'est, ou mouille = il pleut, localement en saintongeais oriental (environs d'Angoulême) [16] et en saintongeais méridional occidental (environs de Blaye et Nord Bourgeais)[67].
- O l'est : c'est :
  - O l'est ben vrè : c'est très exact, c'est très vrai.
  - O l'est beun : c'est bon
  - O l'est moué, olé toué: c'est moi, c'est toi
  - Quétou qu'o l'est ? : qu'est-ce que c'est ?
  - Qué qu'o l'est thieu ? : qu'est ce que c'est que ça ?
- Osiâ, osâ : oiseau, variante osè en saintongeais sud oriental (nord-est Gironde)[57] pouvant être diphtongué en osaye en saintongeais sud oriental (nord-est Gironde)[56].
- Oueille : mouton
- Palisse : une haie
- Pater : attacher, fixer
- Piâ : la peau, variante pè en saintongeais sud oriental (nord-est Gironde)[56],[57]
- Piarde : une houe (à main)
- Pigougner : taquiner, harceler, picoter la nourriture avec la fourchette quand on n'a pas envie de manger (pigougne: instrument pour attraper les crabes sous les rochers)
- Pilot : tas de bois, de foin, parfois de fumier, ou tout simplement de... quelque chose
- Piron : oison
- Poche : sac, en papier originellement et maintenant en plastique. Poche est français (employé uniquement dans le Sud-Ouest avec ce sens)
- Pupup : la huppe (imitation de ses appels)
- Que, quel : pour dire ce ou cette. Exemples: As-tu vu quelle drôlesse !, Donne-moi que truc là-bas !
- Queunia : œuf factice destiné aux poules pondeuses
- Querreux : recoin, alcôve, cour commune
- Quichenotte : coiffe traditionnelle pour le travail aux champs. Si la légende fait de son nom une déformation de l'anglais Kiss not, il semble plus probable qu'elle trouve son origine dans le terme occitan Queissonoto (littéralement : « petite caisse »). Ce nom désigne également une coiffe traditionnelle du Limousin, la Caissonata[68]
- Ranger : tenir, dans le sens « être suffisamment petit pour entrer dans un contenant » — « ça va jamais ranger son affaire ! » (« il n'arrivera pas à ranger son truc »)
- Reun : rien : « y'a reun ».
- Rignocher : ricaner, rire bêtement
- Riorte : hart (lien de fagot)[56]. Variantes : yorte localement dans la région de Barbezieux-Jonzac et presqu'île d'Arvert, parfois liorte vers Barbezieux et Mirambeau, riote en l'Ile d'Oléron)[56].
- Saber : douloureuse résonance du manche d'un outil, « sa me sab' les mains ».
- Siau : seau
- Since : serpillière
- Sincer : passer la serpillière (laver par terre)
- Souventes fois : souvent
- Subiet : du latin « sibilius », venu lui-même de « sibilare », et signifiant « coup de sifflet », puis sifflet tout court.
- Tabaillo : fou, zinzin
- Tantôt : l'après-midi, terme de français régional cf. angevin
- Tartasser : bavarder inutilement (ex : tartasser toute la marienne darrière les umias, soit : bavarder pendant l'heure de la sieste derrière les ormeaux)
- Teurtous : tout le monde - augmentatif de tous. (bonjhour à vo' z'aut' teurtous : bonjour à la compagnie
- Thieu, Thielle : ce/cette (adjectif démonstratif)[65] , cette ex: thieu cheun, thielle drolesse = ce chien, cette jeune fille, celui, celle (pronom démonstratif)[65]. Variante queu, quelle commune en saintongeais oriental (Angoumois central)[65]. Variante thiau, thielle localement en saintongeais septentrional (ex : Goulebenéze)[65] et localement en saintongeais oriental (environs d'Angoulême)[16].
- Thieu : ça, cela (pronom démonstratif neutre)[65] ex: o l'est thieu = c'est ça. Variantes quo et quoqui localement en saintongeais oriental (Angoumois central)[69].
- Timbre : parallélépipède en pierre calcaire taillé dans un seul bloc servant d'abreuvoir
- Toué[65] et té[65] : toi
- Tourte : tourterelle
- Treue : truie. Une « treue gourinière » : une truie pleine. Peut aussi être utilisé comme injure. Tout ce qui touche au cochon peut être une injure s'il n'est pas précisé « sauf votre respect » ou « avec le respect que je vous dois »...
- Treuil : pressoir (dans de nombreux lieux-dits : Treuil-Arnaudeau, Treuil-Bernard…)
- Trifougner : fouiller, tripoter
- Tuer : éteindre, le feu, la bougie ou la lampe à pétrole en soufflant dessus
- Venelle : espace libre entre le lit et le mur, ou entre 2 lits: la v'nelle dau lit; c'est exactement la définition du mot ruelle, bien connu au XVIIe siècle. Le mot venelle qui signifie petite rue, est toujours en vigueur partout.
- Ventrèche : poitrine de porc
- Vezon : « avouer l'vezon », c'est avoir le cafard, le bourdon ; « jh' seu vezé » se dit quand on est très fatigué
- Virounâ : vertige, tournis
- Z'a : l'a
- Zirou (adjectif, souvent péjoratif) : (personne) très délicate, très sensible (par exemple à la saleté)
- Zou : ce, ceci, cela

## Expressions
- abeurnoncieau ! (« ab renoncio », extrait du rituel baptismal : « Je renonce à Satan, etc. ») : expression marquant l'horreur (modérée...) ou le dégoût.
- ah ben couillon ! : marquant plutôt la surprise, voire l'admiration.
- aille donc ! : c'est pas possible, c'est n'importe quoi !
- d'après que : apparemment.
- de rang : d'affilée, à la suite.
- être enfondu : être mouillé.
- fi d'chien (fi' d'cheun), fi d'loup ! : exclamatifs
- fi d'garce (o fi d'garce) ! : autre exclamatif (une garce est une petite jeune fille, sans aucun caractère péjoratif, une belle garce est jolie, bien roulée)
- in froid de cheun : un froid de canard[70] (de chien).
- ne pas se moucher avec un dail : être un peu « mégalo ». A's'mouche pas avec un dail ! : elle est bien fière.
- o l'est la poële qui se fout du chaudron : c'est l'hôpital qui se moque de la charité.
- o l'est pas écartable : vous ne pouvez pas vous perdre.
- o m'fait tort ou o fait tort : ça me fait bizarre (« bizarre » est dans un sens négatif avec une sensation physique de mal aise comme la craie qui grince sur le tableau ou le toucher de certains matériaux...). Cette expression est répandue dans une grande partie du pays poitevin et vendéen également. On dit aussi par endroits O m'fait zir, mais sa signification est légèrement différente : voir une personne se casser un bras « fait tort », c'est-à-dire que la vue d'une situation désagréable vous « passe partout » – tandis que voir quelqu'un cracher dans votre verre vous « fait tort » également, mais provoque en plus un sentiment de colère qui « fait zir ».
- on est rendu : on est arrivé.
- qu'est-ou qu'o l'est qu'cheu ? ou Quétou qu'o l'est ? : qu'est-ce que c'est ?

Et les compliments à l'envers (en forme de litote) :
- l'a oublié d'êt' sot : il a oublié d'être sot : il est intelligent.

## Controverse
En mars 2007 une demande pour la reconnaissance du saintongeais en tant que langue de France été faite auprès de la Délégation générale à la langue française et aux langues de France (Ministère de la Culture et de la Communication) par le Collectif pour la défense de l’identité saintongeaise. 
La réponse de Xavier North, délégué général de la Délégation générale à la langue française et aux langues de France, datée du 27 février 2007, fut la suivante : « Il me semble par conséquent légitime de faire droit à votre demande de reconnaissance, […]. Le saintongeais figurera donc dans la liste des langues de France utilisée par la DGLFLF, au même titre que le poitevin et les autres langues d’oïl. »
Le président de Défense et promotion des langues d’oïl (association nationale fédérant les langues d’oïl dont le poitevin-saintongeais), fit part de son étonnement à la Délégation générale à la langue française et aux langues de France. Voilà la réponse donnée, le 26 avril 2007, par le même Xavier North : « Ma décision ne vaut bien entendu que pour la liste de langues diffusées par mes services (et qui n’a d’ailleurs pas de valeur juridique) : au sein des langues d’oïl, une virgule y prend la place d’un trait d’union. […] Il va de soi que l’appellation “poitevin-saintongeais” garde toute sa légitimité partout où elle est reçue : nous savons que la vitalité d’une langue ne se décrète pas, et que les noms qu’on lui donne sont de peu d’importance par rapport aux œuvres de l’esprit qui s’expriment en elle''. »
Pour mieux cerner la position de la DGLFLF, reportons nous à son site internet, et consultons le document intitulé Méthodes d’apprentissage des langues de France. Dans le chapitre intitulé Langue(s) d’oïl, où le « s » entre parenthèses est déjà un premier symbole de la difficulté à nommer ces langues, nous trouvons tour à tour les chapitres suivants : 1/ Champenois, 2/ Gallo, 3/ Morvandiau, 4/ Normand, 5/ Picard, 6/ Poitevin et saintongeais. Nous constaterons déjà que l’ensemble « Poitevin et saintongeais » est mis sur le même plan que le Normand, ou le Picard. Voici l’analyse qu’on y trouve de la situation du « poitevin et saintongeais » : « ce parler d’oïl [on notera le singulier] couvre une région importante et est subdivisé en plusieurs dialectes intercompréhensibles. Il concerne de nombreux locuteurs. Il est lui aussi scindé entre plusieurs régions administratives, les Pays-de-la-Loire (département de Vendée), le Poitou-Charentes et l’Aquitaine (Nord de la Gironde). »
Pour certains on se trouve en présence d’une seule langue poitevine, aujourd'hui appelée à tort « poitevin et saintongeais » (ou poitevin-saintongeais), et qu'en son sein, il existe plusieurs petites nuances locales, et particulièrement un dialecte saintongeais. Pour d'autres, le saintongeais et le poitevin sont deux langues d'oïl différentes, ayant chacune donnée une littérature et les différences très marquées empêchant l'intercompréhension. Enfin pour d'autres encore, le saintongeais et le poitevin sont des langues proches, réunies au sein d'un ensemble linguistique d'entre Loire et Gironde, ensemble que certains qualifient de langue poitevine-saintongeaise ou poitevin-saintongeais.
Pour les locuteurs du saintongeais qui ont défendu la reconnaissance du saintongeais comme langue de France (regroupés dans le « Collectif pour la défense de l'identité saintongeaise » et son journal Xaintonge), le poitevin-saintongeais est une invention d’universitaires poitevins pour les besoins de la création de la région Poitou-Charentes,. Pour eux le terme poitevin-saintongeais aurait été créé dans les années 1970 par des Charentais et des Poitevins soucieux de donner une nouvelle impulsion à la langue poitevine (mais maintenant on sait que ce terme est bien antérieur, on le trouve dès 1905). Le nouveau terme « poitevin-saintongeais » devait être le terme de l'union. Une langue dans laquelle les Saintongeais, pas plus que les Poitevins ne se reconnaissent. Toujours d'après eux, aucune œuvre littéraire dans cet idiome à part un dictionnaire et une grammaire.
Entre janvier 2007 et janvier 2010, le poitevin-saintongeais cesse d'apparaître dans la liste des langues de France, langues d'oïl, sur le site de la Délégation générale à la langue française et aux langues de France (DGLFLF), service du ministère de la Culture. Le saintongeais et le poitevin sont donc alors des langues à part entière. Le parler saintongeais a été en effet alors langue de France autonome le 27 janvier 2007 (cf. lettre officielle du 27 janvier 2007 de la Direction Générale à la Langue Française et aux Langues de France signée de Monsieur Xavier North).
À noter qu'une publication plus récente de la DGLFLF, en 2009, utilisait encore l'appellation poitevin-saintongeais.
Mais le poitevin-saintongeais réapparaît dans la liste des langues de France, langues d'oïl, début 2010, sur le site de la Délégation générale à la langue française et aux langues de France (DGLFLF), service du ministère de la Culture, sous le libellé suivant : poitevin-saintongeais [dans ses deux variétés : poitevin et saintongeais].
Un collectif pour la défense de l'identité saintongeaise s'est remis en place aussitôt. Aujourd'hui, c'est l'ensemble de la liste des langues de France, élaborée sans concertation avec les locuteurs de ces parlers qui est fortement contestée.
En 2014, la ministre de la Culture Aurélie Filippetti déclare : « Pour la zone qui s'étend de la Loire à la Gironde, le ministère de la Culture et de la Communication a réuni, il y a quelques années, une commission de linguistes qui ont considéré que le poitevin et le saintongeais ne pouvaient être présentés comme deux langues séparées, sans référence à une unité supérieure. Ils ont donc proposé une désignation, qui a été retenue comme la plus adéquate : « poitevin-saintongeais (dans ses deux variétés, poitevin et saintongeais) ». Cette formulation marque à la fois la cohérence du domaine par rapport aux autres langues d'oïl et les particularités propres à chacune des deux composantes. »